# Guijuelo

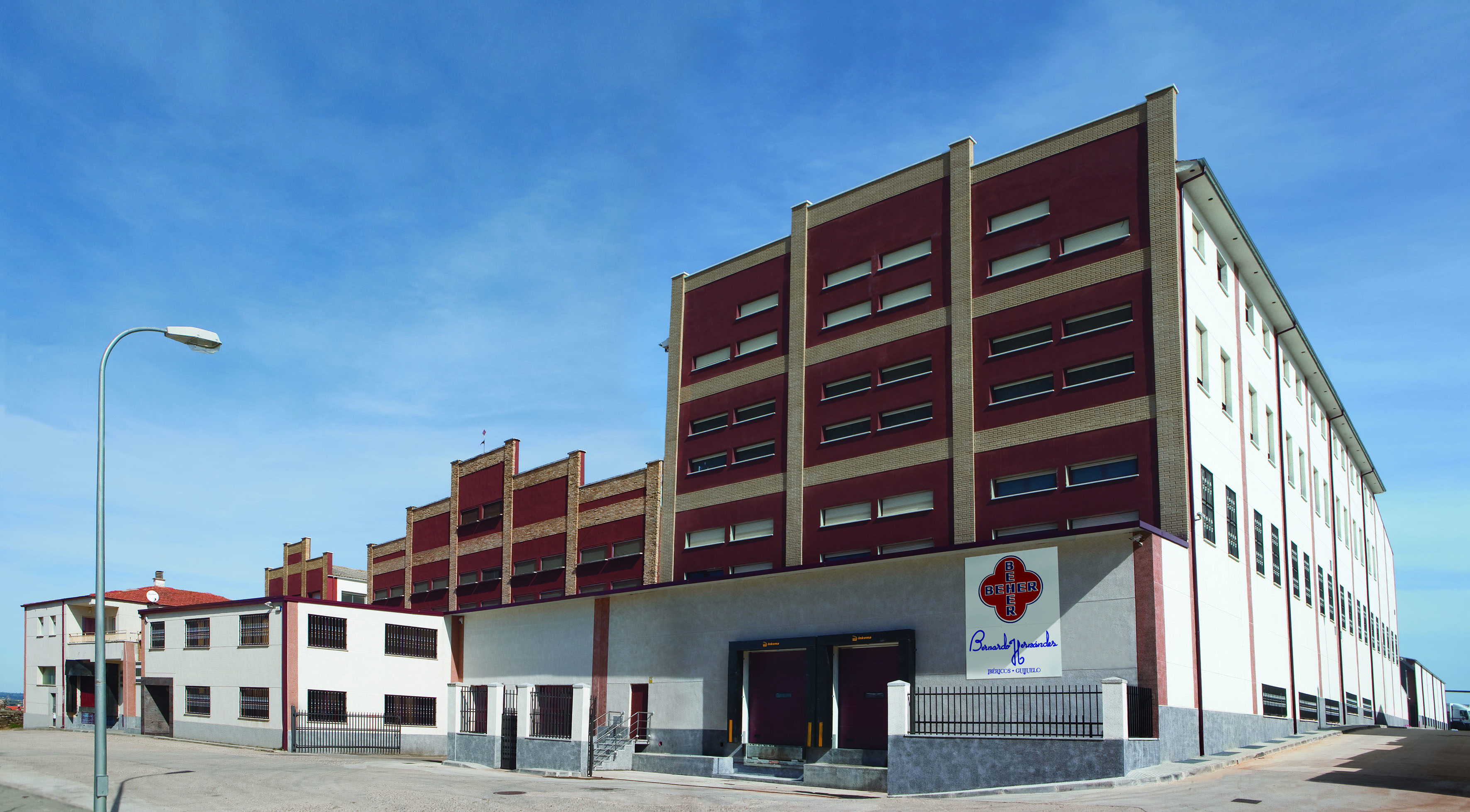
Stabilimenti BEHER a Guijuelo.

Guijuelo è un comune spagnolo di 5 162 abitanti situato nella comunità autonoma di Castiglia e León.